# SS-N-1
O P-1 ou SS-N-1 foi um míssil de cruzeiro soviético concebido para carregar uma ogiva nuclear. Foi conhecido como Strela ou Schuka-A na União Soviética e foi usado nas década de 1950 e 1960. O nome dado pela OTAN era SS-N-1 ou Scrubber. Entrou em serviço em 1957, nos navios de classes Kildin e Kanin. Como esses navios foram reformados e modernizados entre 1966 e 1977, os mísseis foram removidos.

## Especificações
- Comprimento: 7.6 m
- Diâmetro: 900 mm
- Envergadura: 4.6 m
- Peso: 3,100 kg
- Ogiva: Nuclear
- Propulsão: Combustível líquido de foguete
- Alcançe:40 km
- Guia: guia inercial
- Entrou em serviço em: 1957